# Code postal
Le code postal est un ensemble court de chiffres ou de lettres inclus dans l'adresse postale, et utilisé par les entreprises postales pour simplifier et accélérer l'acheminement du courrier.
Sa forme varie selon les pays mais il représente le plus souvent une ou plusieurs zones géographiques plus ou moins vastes. 
Certains codes spéciaux sont par ailleurs parfois réservés à des institutions ou à des entreprises qui reçoivent d'importants volumes de courrier (par exemple le système du cedex en France). 
Dans les pays dont le traitement du courrier est mécanisé, le code postal est converti en code-barres et imprimé sur l'enveloppe.

## Historique
La nécessité de trier rapidement le courrier pour accélérer l'acheminement et la distribution est une priorité des opérateurs postaux depuis leur création. 
Ce besoin se fait d'abord sentir dans les très grandes villes, où la population augmente rapidement et le facteur n'a plus la possibilité de connaître individuellement chaque destinataire. Plusieurs villes sont subdivisées en secteurs postaux. À Londres dès 1857, des districts sont identifiés, et leur code est indiqué sur les plaques de rues. En France, Paris était déjà divisé en arrondissements depuis la loi du 19 vendémiaire an IV (11 octobre 1795), ce qui correspond également à un découpage postal. Au début du XXe siècle, les États-Unis en font de même dans les grandes villes, sous le nom de postal delivery zone number (numéro de zone de distribution postale), par exemple BOSTON 9 mais il ne semble pas qu'il y ait eu une utilisation formalisée jusque dans les années 1940.

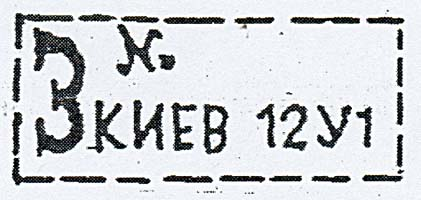
Cachet postal de Kiev avec le code 12У1.

Le premier pays à mettre en place un système complet de code postal a été la République socialiste soviétique d'Ukraine en 1932. Composé de deux groupes de chiffres séparés par la lettre cyrillique У – lettre initiale pour Україна (Ukraine) – il permettait d'améliorer la distribution du courrier. Ce dispositif a fonctionné jusqu'en 1939.

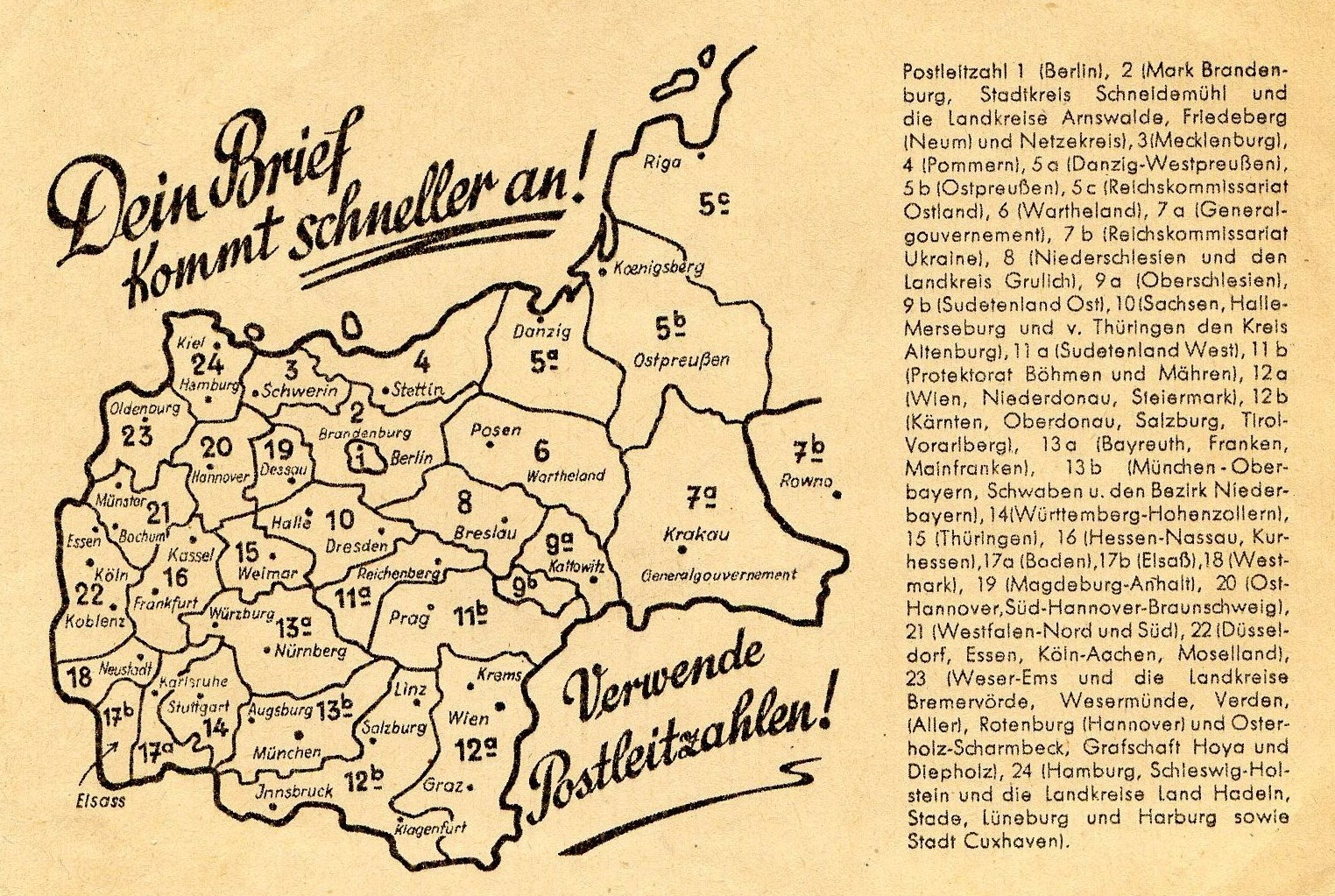
Présentation des codes postaux au verso d'une lettre en 1943.

Quelques années plus tard, en 1941, la poste allemande du Troisième Reich instaure un code postal en raison de l'expansion dans les différents territoires occupés, entraînant des difficultés pour identifier la localité de destination (avec des noms très différents entre l'allemand et la langue locale, en particulier le polonais). Différentes zones géographiques de l'Allemagne et des territoires occupés sont alors identifiés par un numéro de 1 ou 2 chiffres, appelés Postleitzahl (code postal). Cette numérotation sera remplacée en 1945.
Deux décennies plus tard, le code postal commence à être développé : en 1959 au Royaume-Uni, en 1963 aux États-Unis, en juin 1964 en Suisse.
En 2019, parmi les 200 pays disposant d'une administration postale, 60 n'utilisent pas de code postal.

## Les codes postaux par pays (de A à Z)
Légende : C = Chiffre, L = Lettre

### A
- Afrique du Sud : CCCC - Les deux derniers chiffres indiquent le mode de distribution (adresses personnelles ou commerciales) dans les grandes villes[3].

- Algérie : CCCCC - voir codes postaux des villes d'Algérie

- Allemagne : CCCCC - Le code postal compte 5 chiffres depuis 1993. Avant, il n'y en avait que 4[4].

- Andorre : LLCCC - les deux premières lettre sont obligatoirement AD suivies de 100 à 700 pour chaque paroisse/région.

- Arabie saoudite : CCCCC[5].

- Argentine : LCCCCLLL ou CCCC[6].

- Australie : CCCC - Le premier chiffre du Post Code identifie l'état du destinataire : le 1 représente Sydney, le 2 la Nouvelle-Galles du Sud ou le Territoire de la capitale, le 3 l'État de Victoria, le 4 le Queensland, le 5 l'Australie Méridionale, le 6 l'Australie Occidentale, le 7 La Tasmanie, le 8 la ville de Melbourne, le 9 la ville de Brisbane, le 0 le Territoire du Nord[7].

- Autriche : CCCC - Le premier chiffre désigne l'une des neuf provinces[8].

- Azerbaïdjan : CCCC[9].

### B
- Belgique : CCCC - Le premier ou les deux premiers chiffres représentent le secteur de tri : 1 = Bruxelles ; 2 = Anvers ; 30-34 = Louvain ; 35-39 = Hasselt ; 4 = Liège ; 5 = Namur ; 60-65 = Charleroi ; 66-69 = Arlon ; 7 = Mons ; 8 = Bruges ; 9 = Gand. Voir article détaillé : Code postal en Belgique.
- Bénin : CCLLCCCC.

- Biélorussie : CCCCCC[10].

- Bosnie-Herzégovine : CCCC[11].

- Brésil : CCCCC-CCC[12].
- Burkina Faso: CC

### C
- Cambodge : CCCCC-CCC[13].

- Canada : LCL CLC. (Voir Code postal au Canada) La première lettre détermine la province, généralement numérotées de l'est vers l'ouest. Les deux suivants sont le district rural, la ville, ou un quartier de la ville, voire un très grand immeuble. Les derniers caractères peuvent représenter une ville entière si elle est petite, un seul grand immeuble ou même une partie seulement s'il est très grand. W et Z ne sont pas utilisés comme premier caractère, D, F, I, O, Q, et U ne sont jamais utilisés dans un code postal canadien. Il existe deux types de codes postaux au Canada :

1. les codes postaux ruraux (L0L CLC) et
2. les codes postaux urbains (LXL CLC où X est différent de 0)[14].

- Chili[15].

- Chine : CCCCCC - On l'appelle le youbian.

- Taïwan - République de Chine (Taïwan) : CCC - On l'appelle youdi chyuhao. Le premier nombre croît du nord vers le Sud. Le 0 ne peut être utilisé en première position.

- Colombie : CCCCCC[16].

- Croatie : CCCCC[17].

- Cameroun : CCCCCCC

### D
- Danemark : CCCC[18]. Voir Codes postaux danois
- République dominicaine : CCCCC[19],[20].

### E
- Équateur : CCCCCC[21].
- Espagne : CCCCC Les deux premiers chiffres sont pour la province, numérotées dans l'ordre alphabétique[22],[23].
- Estonie[24].
- États-Unis : CCCCC-CCCC - Le Zip Code comporte neuf chiffres, cependant on n'utilise souvent que les cinq premiers pour le courrier personnel ; ceux-ci vont croissant d’Est en Ouest[25].

### F
- Finlande : CCCCC[26].
- France : CCCCC voir codes postaux en France[27].

### G
- Gibraltar : GX11 1AA pour l'ensemble du territoire, sur le modèle du Royaume-Uni[28]. Introduit en 2006.
- Grèce : CCC CC[29].
- Guatemala : CCCCC[30].

### H
- Hongrie : CCCC[31].
- Haïti: HT-CCCC voir codes postaux en Haïti[32].

### I
- Inde : CCCCCC[33] — voir Index postal.

- Indonésie : CCCCC 1er chiffre : la région, 2e chiffre : le kabupaten (département) ou la kota (ville d'une certaine importance), 3e chiffre : le kecamatan (district), 4e chiffre : le kelurahan ou le desa. Voir Codes postaux en Indonésie

- Iran[34].

- Irlande : LCC LCCC ou LCL LCCC ou LCW LCCC [35]

- Israël : CCCCCCC  Le code comportait 5 chiffres jusqu'en 2013 et est passé à 7 chiffres début 2013[36]. Les deux premiers chiffres représentant un secteur postal, croissant du nord vers le sud à l'exception de la ville de Jérusalem dont les codes commencent par 9. Les codes commençant par 0 sont attribués au courrier à destination de l'armée. Un code postal unique couvre chaque localité. Les localités plus importantes ont été subdivisées suivant des quartiers et des rues[37].

- Italie : CCCCC[38].

### J
- Japon : CCC-CCCC.

### K
- Kazakhstan : CCCCCC[39].
- Kirghizistan : CCCCCC[40].

### L
- Lettonie[41].
- Lituanie : CCCCC[42].
- Luxembourg : CCCC, voir code postal au Luxembourg
- Liechtenstein : CCCC - Lié aux adresses postales suisses.

### M
- Macédoine du Nord : CCCC[43].
- Madagascar : CCC[44]. Le premier chiffre détermine la province. Les deux derniers représentent le district rural, la ville ou une infrastructure (ex. : Ivato Aéroport).
- Malaisie : CCCCC[45].
- Malouines : FIQQ 1ZZ pour l'ensemble du territoire, sur le modèle du Royaume-Uni. Introduit en mai 2003[46],[47] (FI pour Falkland Islands).
- Maroc : CCCCC[48]. — Voir Codes postaux du Maroc.
- Mexique : CCCCC[49]. Les deux premiers chiffres identifient l'État sauf les numéros 00 à 16, qui indiquent des parties du district fédéral.
- Moldavie : CCCC[50].
- Monténégro : CCCCC. Poštanski broj système commun à la Serbie jusqu'en 2005, hérité de l'ancien système yougoslave.

### N
- Nauru : NRU68. Un seul code pour tout le pays, introduit le 19 février 2019[51],[52]. Le numéro 68 est en souvenir de la date d'adhésion à l'Union postale universelle en 1968[53].

- Niger, 4 chiffres : le premier chiffre représente la région, les trois derniers le bureau de poste[54].
- Nigeria, 6 chiffres : le premier chiffre représente une région (de 1 à 9), les deuxième et troisième chiffres, combinés avec le premier, donne le district, les trois derniers le bureau de poste[55].
- Norvège[56].
- Nouvelle-Zélande[57].

### O
- Oman : CCC  : Le premier chiffre représente la région, dans un découpage antérieur aux nouveaux gouvernorats créés en 2006. Les deux derniers identifient le bureau ou la ville[58].
- Ouzbékistan : CCCCCC. Ce pays utilise un nouveau système à six chiffres depuis le 28 octobre 2005[59],[60]. Les deux premiers chiffres identifient la zone postale qui correspond aux différentes régions du pays, les deux suivants la ville, les deux derniers le bureau distributeur. Pour la capitale Taschkent, le code postal est de la forme 100xxx, les trois derniers chiffres identifiant le bureau de poste[61]. Auparavant, ce pays utilisait le code postal de l'ancienne Union soviétique, le premier chiffre du code commençant par 7.

### P
- Pakistan[62].
- Pays-Bas : (voir : Code postal aux Pays-Bas) - CCCC LL[63]. Le premier chiffre ne peut être égal à 0. Si le dernier chiffre est égal à 0, le code postal s'applique pour une série de boîtes postales. Les lettres F, I, O, Q, U et Y n'étaient pas utilisées jusqu'en 2005. Les combinaisons SA, SD et SS sont toujours exclues.
- Philippines : CCCC[64].
- Pologne : CC-CCC [65].
- Portugal : CCCC-CCC[66].

### R
- Roumanie : CCCCCC depuis 2003[67]. Avant cette date, il n'y avait que 4 chiffres, 5 pour Bucarest.

- Royaume-Uni : (voir Codes postaux britanniques) le (postcode) peut se présenter sous plusieurs formes : LC CLL, LLC CLL, LCC CLL, ou LLCC CLL avec encore d'autres variantes possibles. La première lettre indique la ville, la zone ou le quartier de Londres du correspondant[68],[69].

### S
- Serbie : CCCCC[70] — poštanski broj ou naguère PTT broj créé en 1971, remplacé à partir de 2005 par CCCCCC PAK — poštanski adresni kod.
- Singapour : CCCCCC[71] — chaque bâtiment a son propre code postal.
- Slovaquie : CCC CC[72]. — Poštové smerové číslo PSČ.
- Sri Lanka : CCCCC.
- Suède : CCC CC    [73].
- Suisse : CCCC[74] — voir Numéro postal d'acheminement.
- Sénégal : CCCCC[75] — voir La Poste (Sénégal)

### T
- République tchèque : CCC CC. Poštovní Směrovací Číslo - PSČ[76].

- Tunisie : CCCC[77].

- Turquie[78].

### U
- Ukraine : CCCCC[79].

### V
- Venezuela : CCCC, CCCC-L